# Filògel
El Filògel o Filògelos (en grec antic Φιλόγελως Philógelos, ‘amant del riure’) és la recopilació d'acudits més antiga conservada.
Està escrita en grec i el llenguatge usat indica que va poder haver-se elaborat al segle iv, segons William Berg. S'atribueix a Hièrocles i Filagri, sobre els qui se sap poc. A causa que en l'acudit 62 s'esmenta la celebració dels mil anys de Roma, potser la recopilació té una data posterior a aquest succés del 248 dC. Encara que és la col·lecció d'acudits més antiga conservada, se sap d'altres anteriors. Ateneu explica que Filip II de Macedònia va pagar perquè un club social d'Atenes escrivís els acudits sobre els seus membres, i a principis del segle II a. C. Plaute va encarregar dues vegades a un personatge a esmentar llibres d'acudits.
La recopilació conté 265 acudits categoritzats per temes tals com a professors i alumnes, o intel·lectuals i ximples. En anglès ha estat publicada com a llibre electrònic multimèdia en línia, titulat Philogelos: The Laugh Addict, en el que Jim Bowen narra les traduccions de William Berg dels acudits.

## Edicions
- Boissonade, Jean François. Hierokles kai Philagrios. G. Pachymeris declamationes XIII quarum XII ineditæ, Hieroclis et Philagrii grammaticorum φιλόγελως longe maximam partem ineditus.  París: Dumont et Leleux, 1848. OCLC 257558364.
- Eberhard, Alfred. Philogelos: Hieroclis et Philagrii facetiae.  Berlín: H. Ebeling y C. Plahn, 1869. OCLC 9823879.
- Baldwin, Barry. The Philogelos or laughter-lover.  Ámsterdam: Gieben, 1983. ISBN 9789070265458.
- González Suárez, Manuel. Philógelos (El chistoso).  Madrid: Ediciones Clásicas, 2010. ISBN 978-84-7882-712-1.